# محمدعلی ایاد
محمدعلی ایاد یک جودوکار اهل قطر می‌باشد. در جودو در بازی‌های آسیایی ۲۰۰۶ وی به‌طور مشترک در جایگاه ۵م رده نیمه سنگین وزن‌ها (۱۰۰ کیلوگرم) قرار گرفت. وی در رقابت بر سر کسب مدال برنز در مقابل جودوکار اهل ازبکستان متحمل شکست شد.
وی هم‌اکنون ساکن شهر دوحه می‌باشد.